# Odontophorus leucolaemus
El corcovado pechinegro (Odontophorus leucolaemus), también conocido como codorniz pechinegra, chirrascuá o gallinita de monte, es una especie de ave en la familia Odontophoridae. Se la encuentra en  Costa Rica y Panamá.

## Descripción
Mide aproximadamente 23 cm de longitud y pesa en promedio 275 g. Tiene cuerpo rechoncho y plumaje oscuro con blanco de la garganta. La cara y la mayoría de las partes inferiores son negras;  en la parte baja del pecho presenta barreteado blanco; el vientre es marrón. Las partes superiores son de color marrón oscuro con barreteado y vermiculaciones negras, rufas y ante. El iris es castaño, el pico negro y las patas gris opaco.

## Distribución y hábitat
Su hábitat natural con los bosques montanos húmedos tropicales. Se le encuentra en el interior del bosque húmedo frío, entre los 700 y los 1850 m de altitud, en cordilleras de Costa Rica y Panamá.

## Comportamiento
Vive en grupos de 10 a 15 individuos que marcan su territorio con cantos matutinos.

## Reproducción
Anida en una madriguera esférica dentro de la hojarasca, construida en la banca inclinada de una quebrada pequeña, de manera que el ave que está incubando llena el hueco. La entrada es ligeramente dirigida hacia abajo. La hembra pone 5 huevos blancos, que miden en promedio miden 44,5 por 28,7 mm. El nido es vigilado por 3 o más individuos.